# Benghazi (gemeente)
Benghazi is een Libische gemeente in het noorden van het land. Hoofdstad van de gemeente is de stad Benghazi.

## Geografie
In het noorden grenst Benghazi aan de Middellandse Zee. Andere gemeenten waar Benghazi aan grenst zijn:
- Al Wahat - zuiden
- Al Marj - oosten

## Geschiedenis
Tot de herindeling van Libië in 2007 bestond de gemeente uit de stad Benghazi en haar directe omgeving en had een grootte van 800 km². Bij de herindeling van 2007 werden een aantal gemeenten opgeheven en grenzen verlegd, waardoor de gemeente Benghazi met de gemeente Al Hizam Al Akhdar werd samengevoegd. De nieuwe gemeente omvat 13.600 km² en telde in 2006
670.797 inwoners, hetgeen een bevolkingsdichtheid van 49,32 per vierkante kilometer betekende.
Benghazi ·
Al Butnan ·
Derna ·
Ghat ·
Al Jabal al Akhdar ·
Al Jabal al Gharbi ·
Al Jfara ·
Al Jufrah ·
Al Kufrah ·
Al Marj ·
Misratah ·
Al Murgub ·
Murzuq ·
Nalut ·
An Nuqat al Khams ·
Sabha ·
Sirte ·
Tripoli ·
Wadi Al Hayaa ·
Wadi Al Shatii ·
Al Wahat ·
Az Zawiyah